# Hans-Arno Simon
Hans-Arno Simon (* 19. September 1919 in Breslau; † 23. Juli 1989 in Murnau) war ein deutscher Komponist, Sänger, Pianist und Produzent.
Bekannt wurde er vor allem als Sänger mit Gassenhauern wie Anneliese; Ach, sag doch nicht immer wieder Dicker zu mir oder Wodka Fox.

## Leben
Hans-Arno Simon begeisterte sich früh für Musik, zunächst allerdings vor allem auf klassischem Gebiet. Mit 11 Jahren gab er sein erstes öffentliches Konzert. Mit 14 komponierte er seinen ersten Walzer.
Nach dem Abitur studierte Simon in Breslau Musik, Kunstgeschichte und Germanistik und nahm Regie- und Schauspielunterricht. Während des Studiums lernte er auch seine Frau Ingeborg kennen. Als Regie-Assistent arbeitete er 1943 bei Arthur Maria Rabenalt.
Nach seiner Entlassung aus der Gefangenschaft wurde Hans-Arno Simon freier Programmgestalter beim NWDR Hamburg, wo er mit Patrick Hoffmann das Hamburger Klavierduo gründete. Drei Jahre später gastierte er als Solo-Pianist an allen deutschen Sendern. Außerdem spielte er als ständiger Gast bei zahlreichen internationalen Spielbanken in Deutschland.
Hans-Arno Simon zählte vor und kurz nach dem Zweiten Weltkrieg zu den zahlreichen deutschen Swingmusikern, die teilweise in inoffiziellen Clubs „ihren“ Jazz spielten, sich aber zu Beginn der 50er-Jahre dem lukrativeren Schlager oder gar der Volksmusik zuwandten, wie etwa Bully Buhlan, James Last, Ernst Mosch, Coco Schumann oder Helmut Zacharias.
Telefunken verpflichtete Simon 1951 exklusiv und sicherte sich so nicht nur seine Aufnahmen als Schlagerinterpret, sondern auch seine ernsten Orchester- und Klavierwerke. In dieser Zeit gestaltete er mit Klingendes Rendezvous mit Hans-Arno Simon auch eine eigene Fernsehsendung.
Simon gilt als der erste deutsche Schlagersänger, dem im Laufe seiner Karriere eine Goldene Schallplatte – 1954 für seinen Hit Anneliese – verliehen wurde. Nach 1955 war seine erfolgreiche Zeit als Sänger vorbei; als Komponist von Film- und Fernsehmusik wie auch für andere Schlagersänger war er jedoch weiterhin recht erfolgreich.
Sein Sohn Bernd Simon (1946–2017) arbeitete als Musikproduzent und Synchronsprecher, seine Tochter Pat Simon (* 1949) war als Schlagersängerin erfolgreich.

## Werke
- Hans Arno Simon und sein Orchester, Audio-CD, Grosser & Stein, 2005, ISBN 978-3-86562-230-3.